# A God Who Hates Women
A God Who Hates Women: A women's Journey through oppression (Un Dios que odia a las mujeres: Viaje de una mujer a través de la opresión) es un libro escrito por Majid Rafizadeh (nacido el 25 de diciembre de 1980), investigador en ciencias políticas estadounidense, orador público, activista de derechos humanos, profesor de la Universidad de Harvard y comentarista de televisión que se crio en Irán y Siria. El libro fue publicado en 2015 por Fingerprints publishing press y fue elegido por The Telegraph de India como uno de los best-sellers del año.
En su libro, Rafizadeh relaciona la historia de su vida y de la de su madre con el sistema islámico patriarcal y machista, Se discute la historia social, político, y cultural de Islam desde una perspectiva sociopolítica y psicológica.
Según el autor, el objetivo de esta obra es contraponer la visión del islám que presentan muchos académicos occidentales pro-islamistas y académicos orientales islamistas como una religión de paz y de respeto por las mujeres. Por haber vivido durante su juventud en naciones con predominancia tanto sunita como chiita, el autor presenta a través de experiencias de primera mano cómo es la vida en países musulmanes bajo la ley sharia, que no permite a la mujer tener opciones y las expone diariamente a la desigualdad, la violencia, la injusticia, el abuso y la discriminación.